# Feiertage der Ostkirchen
Dieser Artikel listet die kirchlichen Feiertage in den orthodoxen und orientalischen Kirchen sowie in den Ostkirchen auf.

## Hauptfeste
- 1. September: Beginn des Kirchenjahres in der Orthodoxen Kirche, im Byzantinischen Reich gleichzeitig Beginn des fiskalischen Jahres
- 8. September: Geburt der Gottesgebärerin (entspricht Mariä Geburt)
- 14. September: Kreuzerhöhung (ehemals eine Art Nationalfeiertag des Byzantinischen Reiches, gewidmet der Verehrung des Kreuzes Christi) Jahresbeginn in Äthiopien und Beginn des Kirchenjahres in der Äthiopischen Kirche
- 21. November:  Darstellung der Gottesgebärerin im Tempel
- 25. Dezember: Weihnachten (außer Armenier)
- 6. Januar: Taufe Christi oder Theophanie (entspricht Epiphanias oder Dreikönigstag); Weihnachten (armenisch-apostolisch) mit Großer Wasserweihe (russisch-orthodox)
- 2. Februar: Begegnung Christi (Lk 2,22–39 EU) (entspricht Mariä Lichtmeß)
- 25. März: Verkündigung der Geburt Christi (Lk 1,26–38 EU, entspricht Mariä Verkündigung)
- Einzug Christi in Jerusalem (entspricht Palmsonntag) (beweglich, abhängig vom Datum des Osterfestes)
- Osterfest (beweglich, errechnet nach dem Julianischen Kalender) höchstes christliches Fest
- Christi Himmelfahrt (beweglich, abhängig vom Datum des Osterfestes)
- Pfingsten (beweglich, abhängig vom Datum des Osterfestes)
- 6. August: Verklärung Christi (Mt 17,1–13 EU)
- 15. August: Entschlafung der Gottesgebärerin (entspricht Mariä Himmelfahrt, allerdings ist die eigentliche Himmelfahrt kein Dogma in der orthodoxen Kirche), nationaler Feiertag in Griechenland

## Spezielle kirchliche Feiertage
- 9. Februar: Heiliger Maron, Maronitische Kirche, nationaler Feiertag im Libanon
- 16. August: Hagion Mandylion, orthodoxer Gedenktag der Überführung des Grabtuches von Edessa nach Konstantinopel (944)
- 24. September: Heilige Thekla (Orthodoxe Kirche, Katholische Kirche 23. September)
- 30. November: Heiliger Andreas (Orthodoxe Kirche)

## Lokale Feiertage
- St. Elie in Antelias

## Spezielle Gedenktage
- 24. April: Mets Eghern (armenisch für Großes Blutbad), Genozid an Armeniern in den 1910er und 20er-Jahren, Gedenkgottesdienste und Gedenkfeiern in Armenien, Bergkarabach und in der armenischen Diaspora (Libanon)